# Banja Luka-Beograd II 2012
Il Banja Luka-Beograd II 2012, sesta edizione della corsa, valido come evento del circuito UCI Europe Tour 2012, fu disputato il 22 aprile 2012 su un percorso totale di 196 km. Fu vinto dallo sloveno Matej Mugerli in 4h38'40".

## Ordine d'arrivo (Top 10)
| Pos. | Corridore         | Squadra     | Tempo    |
| ---- | ----------------- | ----------- | -------- |
| 1    | Matej Mugerli     | Adria Mobil | 3h55'55" |
| 2    | Marko Kump        | Adria Mobil | a 14"    |
| 3    | Riccardo Zoidl    | RC ARBÖ     | s.t.     |
| 4    | Luka Mezgec       | Sava        | s.t.     |
| 5    | Radoslav Rogina   | Adria Mobil | s.t.     |
| 6    | Kristjan Fajt     | Adria Mobil | s.t.     |
| 7    | Žolt Der          | Serbia      | a 24"    |
| 8    | Kristijan Đurasek | Adria Mobil | s.t.     |
| 9    | Matej Gnezda      | Adria Mobil | a 30"    |
| 10   | Robert Vrečer     | Adria Mobil | s.t.     |